# Тиснення

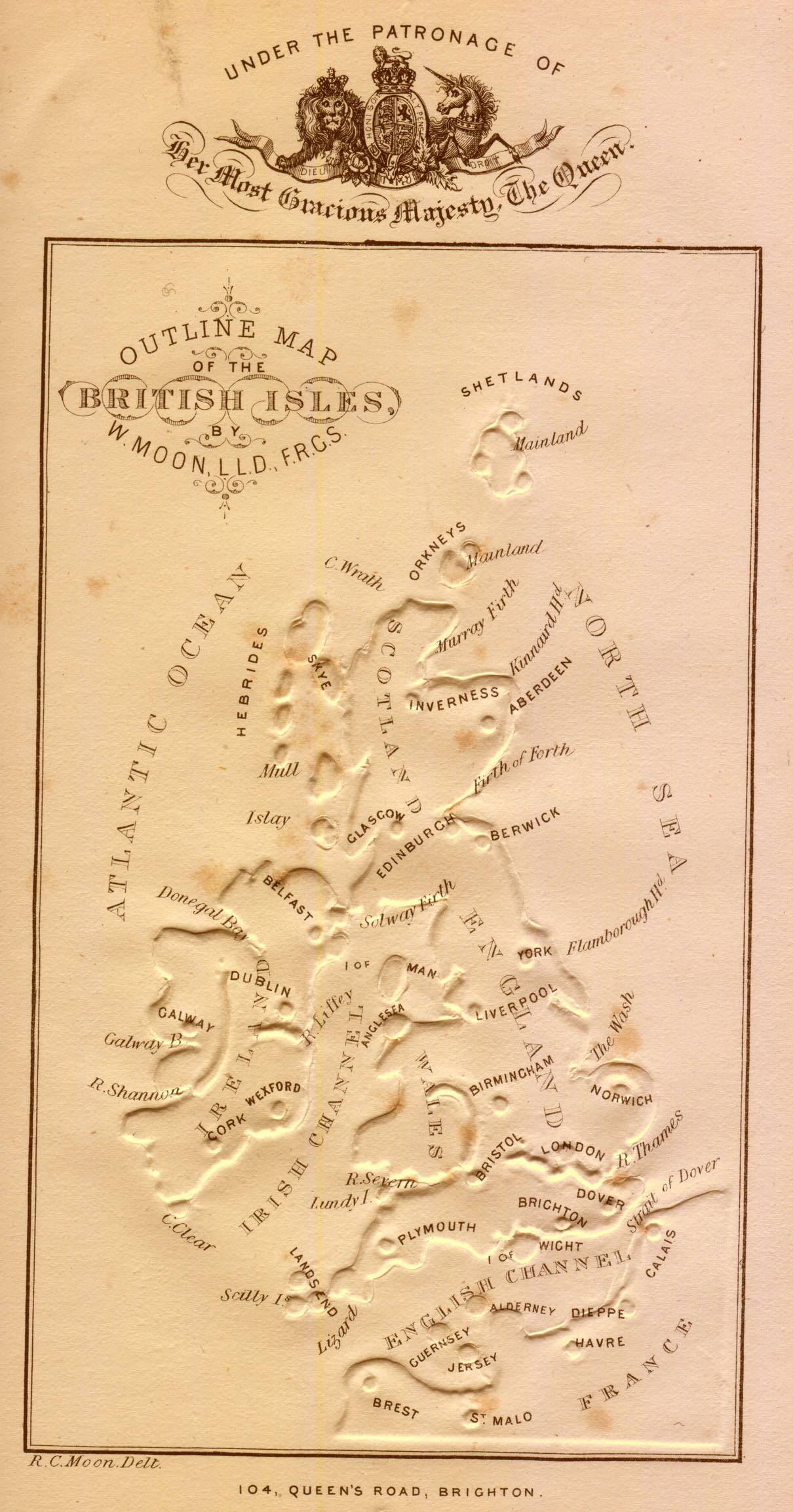
Мапа Британських островів, виконана тисненням

Тиснення, ембосування (англ. Embossing) — це поліграфічний процес, що відноситься до післядрукарської обробки продукції, що проводиться на ручних, напівавтоматичних і автоматичних пресах для тиснення, заснований на припресуванні гарячим або холодним способом металізованої чи пігментної фольги або полімерної плівки з напиленням потрібної речовини для поліпшення привабливості пакування, етикетки або рекламно-акцидентної продукції.

## Види тиснення
Тиснення буває таких видів:
- блінтове тиснення
- конгревне тиснення
- тиснення фольгою

Ембосування — механічне видавлювання на пластиковій картці її номера, прізвища чи імені її власника або логотипа компанії; ембосування дозволяє значно швидше оформляти операцію оплати пластиковою карткою, роблячи відбиток на ній.